# Dorfkirche Gütter

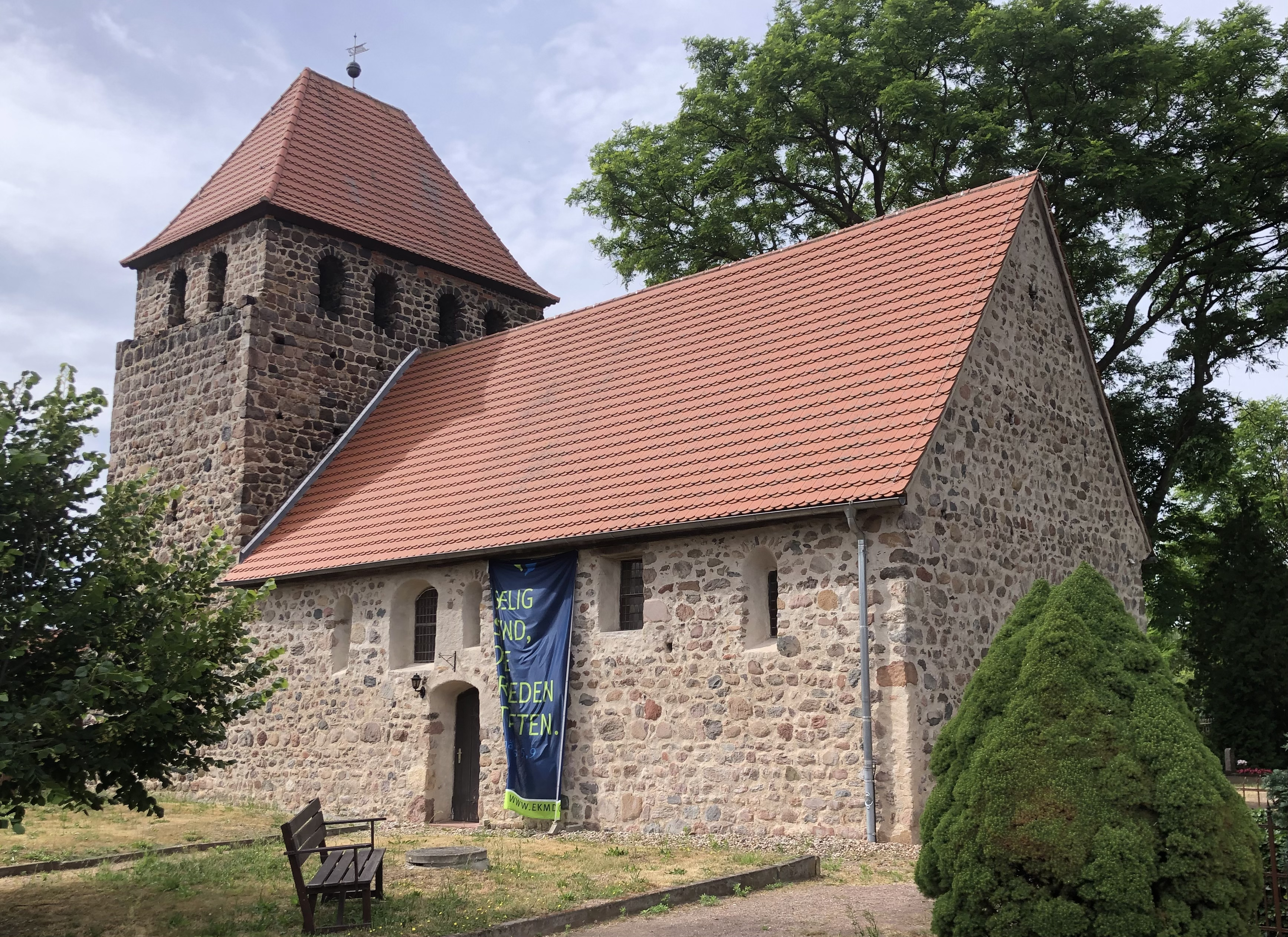
Dorfkirche Gütter, 2022

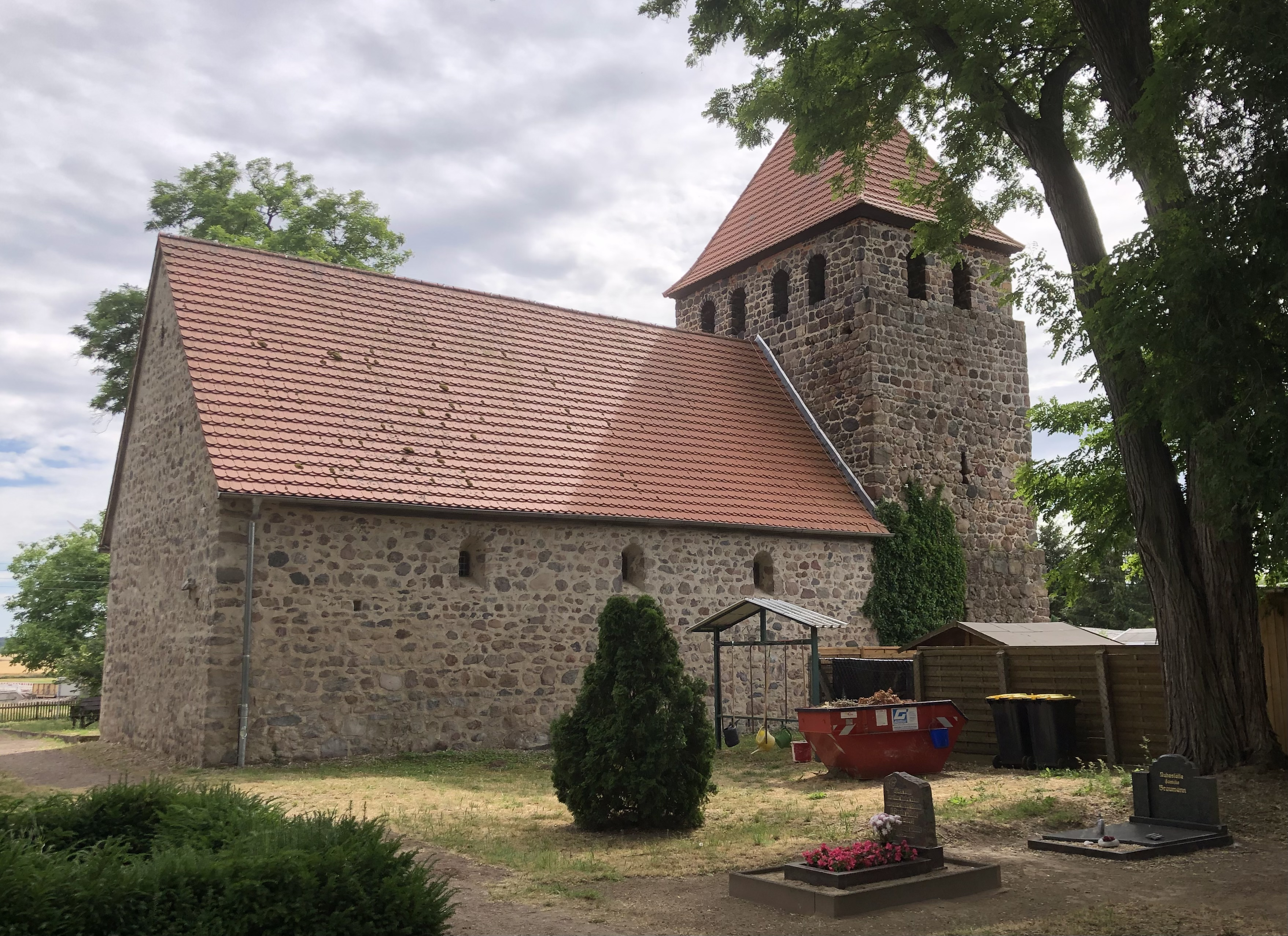
Nordseite

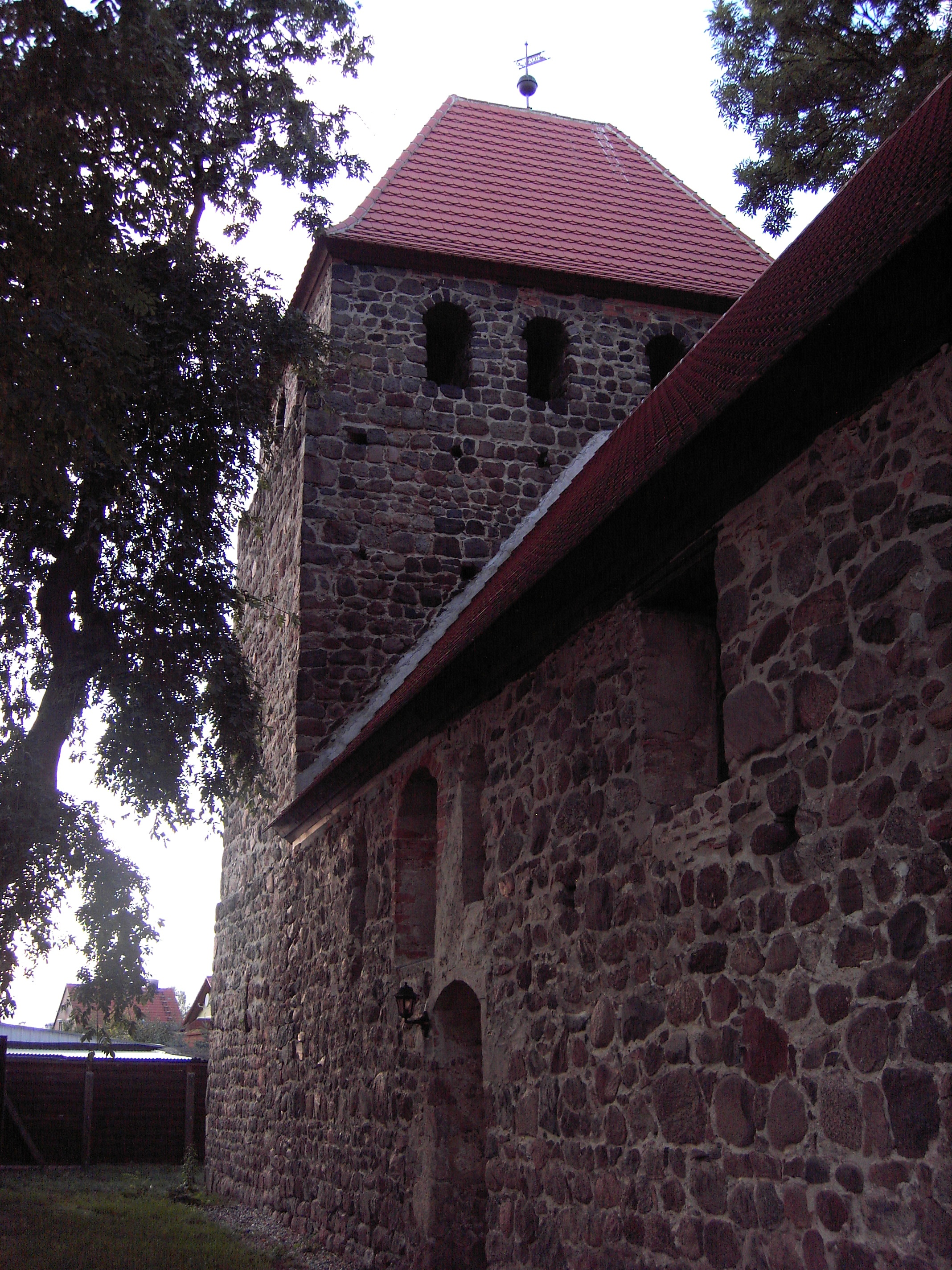
2006

Die Dorfkirche Gütter ist die evangelische Kirche des zur Stadt Burg (bei Magdeburg) gehörenden Dorfes Gütter in Sachsen-Anhalt.
Sie gehört zum Pfarrbereich Burg des Kirchenkreises Elbe-Fläming der Evangelischen Kirche in Mitteldeutschland.

## Lage
Die Kirche befindet sich im Ortszentrum von Gütter an der Dorfstraße.

## Architektur und Geschichte
Die aus Feldsteinen errichtete romanische Kirche geht auf das 12. Jahrhundert zurück. Der Grundriss des Kirchenschiffs ist rechteckig. Der Westturm von gleicher Breite ist querrechteckig angelegt und wurde noch in der Zeit der Romanik angefügt. An den schmalen Turmseiten tritt das Glockengeschoss des Turms jeweils etwas zurück. Im Turm befindet sich eine Bronzeglocke aus dem 13. Jahrhundert.
Die rundbogigen Fensteröffnungen des Kirchenschiffs sind recht weit oben angeordnet und auf der Nordseite im ursprünglichen Zustand erhalten, während sie auf der südlichen Seite vergrößert wurden.
Das Kircheninnere wird von einer flachen Decke überspannt. In der Ostwand befindet sich ein großer Rundbogen. Es wird angenommen, dass es sich dabei um einen zugemauerten Zugang zu einer in der Vergangenheit einmal bestehenden halbkreisförmigen Apsis handelt. Unterhalb des Bogens befinden sich zwei noch als rundbogige Nischen erkennbare, jedoch vermauerte Türöffnungen.
Bemerkenswert ist ein an der Ostwand befindliches aus dem Mittelalter stammendes Wandgemälde. Es zeigt eine Heiligendarstellung. Möglicherweise handelt es sich um eine Darstellung der Muttergottes. In der Ostwand ist auch eine Piscina angeordnet.
Im örtlichen Denkmalverzeichnis ist die Kirche unter der Erfassungsnummer 094 05669 als Baudenkmal verzeichnet.